# Kattupalli
Kattupalli (en tamoul : காட்டுபள்ளி) est une banlieue située au nord de Madras, une ville métropolitaine du Tamil Nadu, en Inde.

## Emplacement
Kattupalli est situé entre Ennore, Pazhaverkadu et Minjur au nord de Madras. L’artère principale de Kattupalli est la route d’accès au port (route Ennore - Pazhaverkadu).

## Usine de dessalement d’eau de mer
L’usine de dessalement d'eau de mer Minjur à Kattupalli joue un rôle majeur dans l’approvisionnement en eau dans le nord de Madras.

## Port de Kattupalli
Le Kattupalli Port cum Shipyard est un complexe privé qui dispose d’un port et d’une unité de construction navale. C’est le troisième plus grand port de Madras après le port de Madras et le port d'Ennore. La proposition d’agrandir le port a rencontré une forte opposition de la part de la population,.